# Phil Hill
Philip Toll Hill Jr. (Miami, 20. travnja 1927. – 28. kolovoza 2008.) je bivši američki sportski automobilist. Jedini je vozač rođen u SAD koji je osvojio titulu Prvaka svijeta u Formuli 1. Mario Andretti, također američki vozač, koji je osvojio titulu Prvaka svijeta u Formuli 1 1978. godine nije bio rođen u SAD.
Bio je svjetski prvak u Formuli 1 1961. godine za tim Ferrari. Također je postigao zapažen uspjeh pobijedivši tri puta na utrkama sportskih automobila 24 sata Le Mansa i 12 sati Sebringa.
Opisivali su ga kao "...promišljenog, ugodnog čovjeka..." te je jednom za sebe rekao "U krivom sam poslu. Ja ne želim nikoga pobijediti. Ne želim biti veliki junak. Ja sam u osnovi miroljubiv čovjek."

## Rezultati u Formuli 1
| Sezona | Momčad                                      | Šasija                       | Motor                  | Utrke | Pobjede | Podiji | Bodovi  | Plasman |
| ------ | ------------------------------------------- | ---------------------------- | ---------------------- | ----- | ------- | ------ | ------- | ------- |
| 1958.  | Joakim Bonnier Racing Team Scuderia Ferrari | Maserati 250F Ferrari 246 F1 | Maserati L6 Ferrari V6 | 5 (4) | 0       | 2      | 9       | 10.     |
| 1959.  | Scuderia Ferrari                            | Ferrari 246 F1               | Ferrari V6             | 7     | 0       | 3      | 20      | 4.      |
| 1960.  | Scuderia Ferrari Yeoman Credit Racing Team  | Ferrari 246 F1 Cooper T51    | Ferrari V6 Climax L4   | 8     | 1       | 2      | 16      | 5.      |
| 1961.  | Scuderia Ferrari                            | Ferrari 156                  | Ferrari V8             | 8 (7) | 2       | 6      | 34 (38) | 1.      |

## Pobjede

### Formula 1
| Rb. | Sezona | Datum      | Velika Nagrada | Staza             | Momčad                     | Šasija       | Motor              | Gume | Grid |
| --- | ------ | ---------- | -------------- | ----------------- | -------------------------- | ------------ | ------------------ | ---- | ---- |
| 1.  | 1960.  | 4. rujna   | VN Italije     | Monza             | Scuderia Ferrari           | Ferrari D246 | Ferrari 155 2.4 V6 | D    | 1.   |
| 2.  | 1961.  | 18. lipnja | VN Belgije     | Spa-Francorchamps | Scuderia Ferrari SpA SEFAC | Ferrari 156  | Ferrari 178 V6 1.5 | D    | 1.   |
| 3.  | 1961.  | 10. rujna  | VN Italije     | Monza             | Scuderia Ferrari SpA SEFAC | Ferrari 156  | Ferrari 178 V6 1.5 | D    | 4.   |